# Bilekkaya
Bilekkaya (kurdisch Hergep) ist ein kurdisches Dorf im Landkreis Yayladere der türkischen Provinz Bingöl. Bilekkaya liegt am nördlichen Ufer des Özlüce-Stausees. Die Entfernung nach Yayladere beträgt 18 km.
In osmanischen Dokumenten des 16. Jahrhunderts wird Hergep als nichtmuslimisches Dorf geführt. Zu Beginn des Völkermords an den Armeniern lebten mehrere armenische Familien in Bilekkaya, deren weiteres Schicksal unbekannt ist.
Im Jahre 1967 lebten in Bilekkaya 312 Menschen, 1990 wohnten dort noch 35 Menschen.
| Einwohnerzahlen am Jahresende | Einwohnerzahlen am Jahresende | Einwohnerzahlen am Jahresende | Einwohnerzahlen am Jahresende | Einwohnerzahlen am Jahresende | Einwohnerzahlen am Jahresende | Einwohnerzahlen am Jahresende | Einwohnerzahlen am Jahresende | Einwohnerzahlen am Jahresende | Einwohnerzahlen am Jahresende | Einwohnerzahlen am Jahresende | Einwohnerzahlen am Jahresende | Einwohnerzahlen am Jahresende |
| ----------------------------- | ----------------------------- | ----------------------------- | ----------------------------- | ----------------------------- | ----------------------------- | ----------------------------- | ----------------------------- | ----------------------------- | ----------------------------- | ----------------------------- | ----------------------------- | ----------------------------- |
| 2008                          | 2009                          | 2010                          | 2011                          | 2012                          | 2013                          | 2014                          | 2015                          | 2016                          | 2017                          | 2018                          | 2019                          | 2020                          |
| 8                             | 22                            | 18                            | 19                            | 11                            | 16                            | 15                            | 12                            | 12                            | 12                            | 19                            | 15                            | 17                            |

Der ursprüngliche Name lautet Hergep. Dieser wird nach wie vor von der lokalen Bevölkerung verwendet. Der Name ist im Grundbuch verzeichnet.